# Xolo Maridueña
Xolo Maridueña, pseudonimo di Ramario Xolo Ramirez (Los Angeles, 9 giugno 2001), è un attore statunitense famoso per aver interpretato il ruolo di Miguel Diaz nella serie di YouTube Premium, poi passata a Netflix, Cobra Kai, quello di Victor Graham nella serie televisiva Parenthood e quello di Jaime Reyes nel 14° film del DC Extended Universe (DCEU) dedicato a Blue Beetle.

## Biografia
Xolo Maridueña è nato a Los Angeles, California, il 9 giugno 2001. È di origine messicana, cubana ed ecuadoriana. Ha una sorella minore, Oshún Ramirez, anch'essa attrice.

## Carriera
Dopo aver recitato in alcuni spot televisivi, nel 2012 Xolo Maridueña è entrato a far parte del cast della serie televisiva Parenthood. Nel 2013 ha recitato nel film Dealin' with Idiots.
Terminata la serie Parenthood, Xolo ha recitato in diverse altre serie come ad esempio Rush Hour e Twin Peaks. Nel 2018 è stato scelto per interpretare il ruolo di Miguel Diaz nella serie Cobra Kai, sequel della serie di film The Karate Kid.
Nel 2019 ha lavorato anche come doppiatore per un episodio della serie animata Victor & Valentino.

## Vita privata
Nel 2018, ha incontrato l'attrice Hannah Kepple durante le riprese della prima stagione di Cobra Kai. Successivamente, Maridueña e la Kepple hanno iniziato a frequentarsi. Hanno iniziato a pubblicare foto e video insieme sui loro social network ufficiali. Nel 2021 in un'intervista con LATV, Maridueña ha dichiarato di essere single.
Maridueña è un appassionato di arti marziali e pratica sin da bambino Taekwondo.

## Riconoscimenti
- 2014 - Young Artist Awards[10]
  - Eccezionale gruppo di giovani attori in una serie TV per Parenthood (con Savannah Paige Rae, Tyree Brown e Max Burkholder)
  - Nomination Miglior performance in una serie televisiva - Giovane attore non protagonista per Parenthood
- 2014 - Imagen Awards
  - Nomination Miglior giovane attore televisivo per Parenthood
- 2015 - Imagen Awards
  - Nomination Miglior giovane attore televisivo per Parenthood
- 2018 - Imagen Awards
  - Nomination Miglior giovane attore televisivo per Cobra Kai
- 2018 - Teen Choice Awards
  - Nomination Miglior star in una serie TV dell'estate  per Cobra Kai
- 2019 - Young Artist Awards
  - Nomination Miglior performance in una serie streaming o film: Teen Actor per Cobra Kai
- 2021 - Imagen Awards
  - Nomination Best Actor - Television (Comedy) per Cobra Kai
- 2024 – Saturn Award[11]
  - Nomination miglior attore emergente per Blue Beetle

## Filmografia

### Attore

#### Cinema
- Dealin' with Idiots, regia di Jeff Garlin (2013)
- Goodnight America, regia di Nathan Xia - cortometraggio (2020)
- #Whitina, regia di J Sean Smith - cortometraggio (2021)
- Blue Beetle, regia di Angel Manuel Soto (2023)

#### Televisione
- Parenthood – serie TV, 51 episodi (2012-2015)
- Major Crimes – serie TV, 1 episodio (2013)
- Mack & Moxy – serie TV, 1 episodio (2016)
- Rush Hour – serie TV, 1 episodio (2016)
- Furst Born, regia di Todd Holland – film TV (2016)
- Twin Peaks – serie TV, 1 episodio (2017)
- Wu-Tang: An American Saga – serie TV, 1 episodio (2021)
- Cobra Kai – serie TV, 64 episodi (2018-2025)

### Doppiatore
- Fast & Furious: Piloti sotto copertura (Fast & Furious Spy Racers) – serie animata, 3 episodi (2020)
- Victor e Valentino (Victor and Valentino), serie animata (2019-2021)
- Cleopatra in Space – serie TV, 11 episodi (2020-2021)
- The Boys presenta: Diabolico! (The Boys Presents: Diabolical) – serie TV, 1 episodio (2022)
- Invincible - serie TV, 2 episodi (2025)

## Doppiatori italiani
Nelle versioni in italiano delle opere in cui ha recitato, Xolo Maridueña è stato doppiato da:
- Lorenzo Crisci in Blue Beetle
- Davide Farronato in Cobra Kai

Da doppiatore è sostituito da:
- Gabriele Castagna in Victor e Valentino[12]